# Kecamatan Gunungwungkal
Kecamatan Gunungwungkal är ett distrikt i Indonesien.   Det ligger i provinsen Jawa Tengah, i den västra delen av landet, 500 km öster om huvudstaden Jakarta.